# Pachypleurosauridae
Super-famille
Famille
Genres de rang inférieur
- Anarosaurus
- Dactylosaurus
- Hanosaurus
- Keichousaurus
- Neusticosaurus
- Odoiporosaurus
- Pachypleurosaurus
- Serpianosaurus

Les Pachypleurosauridae ou pachypleurosauridés sont une famille de sauroptérygiens qui ressemblaient vaguement à des lézards aquatiques et qui ont vécu uniquement au Trias. C'étaient des animaux allongés, allant de 20 cm à un mètre environ de long, avec une petite tête, un cou long, des membres en forme de pagaie, et une  très longue queue. Les ceintures des membres étaient fortement réduites, de sorte qu'il est peu probable que ces animaux puissent avoir pu se déplacer sur terre. Leurs dents très espacées et projetées vers l'avant, indiquent qu'ils se nourrissaient de poissons.
Ils sont l'unique famille de la super-famille des Pachypleurosauroidea.
Les Pachypleurosauridae étaient à l'origine et sont encore souvent classés parmi les nothosaures (Carroll 1988, Benton 2004). Dans certaines classifications cladistiques cependant (Rieppel 2000), ils sont considérés comme le groupe frère des Eusauropterygia, le clade qui inclut les nothosaures et les plésiosaures.